# Clase Akitsu Maru
La Clase Akitsu Maru fue una clase de portaaviones de escolta operados por el Ejército Imperial Japonés durante la Segunda Guerra Mundial. La clase estaba compuesta por el Akitsu Maru y el Nigitsu Maru, pudiendo ser considerados los primeros equivalentes a los actuales buques de asalto anfibio, dada su capacidad de transportar tanto aviones como hasta 20 lanchas de desembarco.

## Historia
Originalmente buques de pasajeros, su diseño fue modificado para convertirlos en buques de desembarco con cubierta de vuelo. Sin embargo, no eran portaaviones totalmente operativos por la incapacidad de recuperar los aviones, dado que carecían de sistema de detención, y en el diseño original una gran grúa se ubicaba a popa, justo detrás del único ascensor. Por otra parte, las modificaciones no sólo deberían ser llevadas a cabo en las naves, sino también en los aviones del Ejército, que carecían de gancho de apontaje, y sus pilotos del necesario entrenamiento para una maniobra tan delicada, por lo que esta modificación, aunque estudiada, fue abandonada. Sin embargo, sí podían operar normalmente con autogiros.

## Miembros de la Clase Akitsu Maru
| Nombre       | Iniciado | Botado | Asignado      | Hundido                 |
| ------------ | -------- | ------ | ------------- | ----------------------- |
| Akitsu Maru  | 1939     | 1941   | Enero de 1942 | 15 de noviembre de 1944 |
| Nigitsu Maru | 1941     | 1942   | Marzo de 1943 | 12 de enero de 1944     |